# Peter Gritti
Peter Gritti (* um 1602 in Zuoz; † um 1674 in Sinsheim) war ein Schweizer reformierter Pfarrer.

## Leben
Peter Gritti wurde um das Jahr 1602 in Zuoz in Graubünden geboren. Um 1619/1620 studierte er an der Universität Zürich und schrieb sich 1620 an der Universität Basel ein, wo er bis 1625 blieb. Im März dieses Jahres hielt er in Basel eine Disputation sowohl der Theologie als auch der Philosophie. Am 15. Juni 1628 nahm man ihn aufgrund der Bündner Wirren verspätet in die evangelisch-rätische Synode auf. Dann wurde er Pfarrer in Alterswilen.
1632 wechselte er nach Schuders, um zwei Jahre danach nach Schiers zu gehen und dort Pfarrer zu sein. Wegen Pfarrermangel war er zwischen 1634 und 1639 vermutlich auch teilweise in den Gemeinden in Furna, Grüsch und Igis tätig. 1649 siedelte Gritti in die  Kurpfalz über und übernahm dort eine Pfarrstelle in Lindenfels. Da in der Umgebung viele Schweizer lebten, bemühte Gritti sich, in Odenwald eine Kolonie Bündner zu organisieren. Der Plan wurde aber nie umgesetzt, zumal die Regierung sich nicht positiv dazu geäussert hatte.
1654 wechselte Gritti nach Mussbach, doch schon im folgenden Jahr kehrte er nach Lindenfels zurück. 1658 beschwerte sich Gritti öffentlich wegen Beleidigungen, die auf Gerüchten beruhten, er sei Täufer. 1662 aber wurde er als Pfarrer sowie als Kircheninspektor in Sinsheim gewählt. Die Akten über ihn in Sinsheim wurden allerdings durch die Franzosen am 8. August 1689 zerstört, die Akten beginnen erst wieder 1696. Das ist der Grund, weshalb über sein Wirken in Sinsheim wenig bekannt ist. Einzig gesichert ist, dass er um 1674 dort verstarb.

## Werke
- Philosophicae assertationes (Basel 1625)
- Disputatio theologica de ecclesia, (Basel 1625)